# 石田散薬
石田散薬（いしださんやく）は、新選組の副長を務めた土方歳三の生家が製造・販売していた薬である。骨折や打ち身、捻挫、筋肉痛、また切り傷等に効用があるとされていた。創薬に際して、河童明神から製造方法を教わったという伝説がある。宝永年間（1704年 - 1711年）より、1948年（昭和23年）の薬事法改正まで約250年間製造・販売されていた家伝薬である。土方家に残る資料によれば、江戸御府内以外の得意先だけで400軒以上あり、関東近県の取次所と呼ばれる雑貨商や薬種商に卸して販売していたようである。

## 製造方法
土方家のすぐ近くにある、多摩川の支流の浅川に生えている牛革草（ぎゅうかくそう、ミゾソバのこと）を原材料にしている。刈り取り時期は土用の丑の日限定である。
刈り取った牛革草を天日で乾燥させ、目方を十分の一になるまでにする。乾燥した牛革草を黒焼きにして鉄鍋に入れる。その後、日本酒を散布して、再び乾燥させる。最後に、薬研にかけて粉末にすれば完成である。完成品は深いラベンダー色になる。

## 服用法
石田散薬の服用法は特異なものである。それは水ではなく熱燗の日本酒で飲むようにされている。服用量は一服、あるいは一日量、一匁（3.75g）とされている。

## 効果
薬効については現在のところ解明されておらず、日野の古老によれば「効くっていう話しはついぞ聞いたことがない」という。薬効実験ではアスピリンほどの抗炎症作用はなく、炎症を押さえる効果は服用時の日本酒の効果とされる。
1948年（昭和23年）薬事法改正に伴う製造販売許可申請において、国から無効無害という調査結果が示された。厚生省（当時）は「成分本質効能に関する客観性のある科学的調査研究がなされていない」として石田散薬に限らず、黒焼きの民間薬全ての薬効を認めないという方針を示したため、製造を中止した。担当官庁からは「効果のある別の成分を混ぜれば、販売を続けてもいい」「薬効を信じている人にだけ少量配付する分には構わない」旨の通達があったようだが、家伝薬であることや製法原料を変えてまで続けたくないとの意向などがあり、土方家では製造を中止した。しかし「石田散薬しか飲まない」と言って聞かなかった老人もいた。
今でも土方歳三資料館には製造中止した頃の石田散薬が僅かに残っているが、土方家の人は「古く怖くて飲めない」とのこと。なお、土方家によれば成分分析ではフラボノイドが大量に含まれているとのこと。

## 再現プロジェクト
2007年から、日野市郷土博物館と土方歳三資料館共催により、東京薬科大学監修のもと石田散薬再現プロジェクトが毎年夏季の2日間実施されており、2012年以降はゴールデンウィーク中の任意の1日に開催されている。ここでは製法の紹介のために2日間開催時の様子を保存しておく。
第1日目には、土用の丑の日にもっとも近い週末に実施。土方歳三資料館で石田散薬の精製道具や土方歳三の遺品見学のあと、牛革草の刈り取り体験ができる。
第2日目には、刈り取りから3週間ほど後の週末に実施。日野市郷土博物館で天日乾しされていた牛革草を、手もみ・黒焼きから製粉まで一連の精製過程を体験した上、自分で精製した石田散薬を一包ずつに分けて持ち帰りができるとのこと。

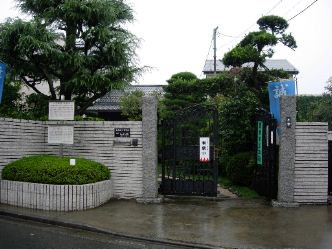
土方歳三資料館日記:石田散薬をつくってみよう！その壱
- 土方歳三資料館日記:石田散薬をつくってみよう！その弐
- 土方歳三資料館日記:石田散薬をつくってみよう！その参
- 土方歳三資料館日記:石田散薬をつくってみよう！番外編

- 【土方歳三資料館】